# 第5頸神経
第5頸神経（だい５けいしんけい、Cervical spinal nerve 5）とは、C5とも呼ばれ、頸部における脊髄神経の一部である。
第4頸椎（C4）と第5頸椎（C5）の間から伸びる。C5神経根から横隔神経や長胸神経、肩甲背神経となる枝を伸ばしつつ、第6頸神経と合流して上神経幹（腕神経叢における神経幹）となり、中神経幹（第7頸神経）の一部も加わって、外側神経束を形成し、最後に筋皮神経となる。
筋肉では、主に三角筋と上腕二頭筋を支配し、傷害されると肩関節の動きやひじの屈曲に影響が出る。

## 追加画像

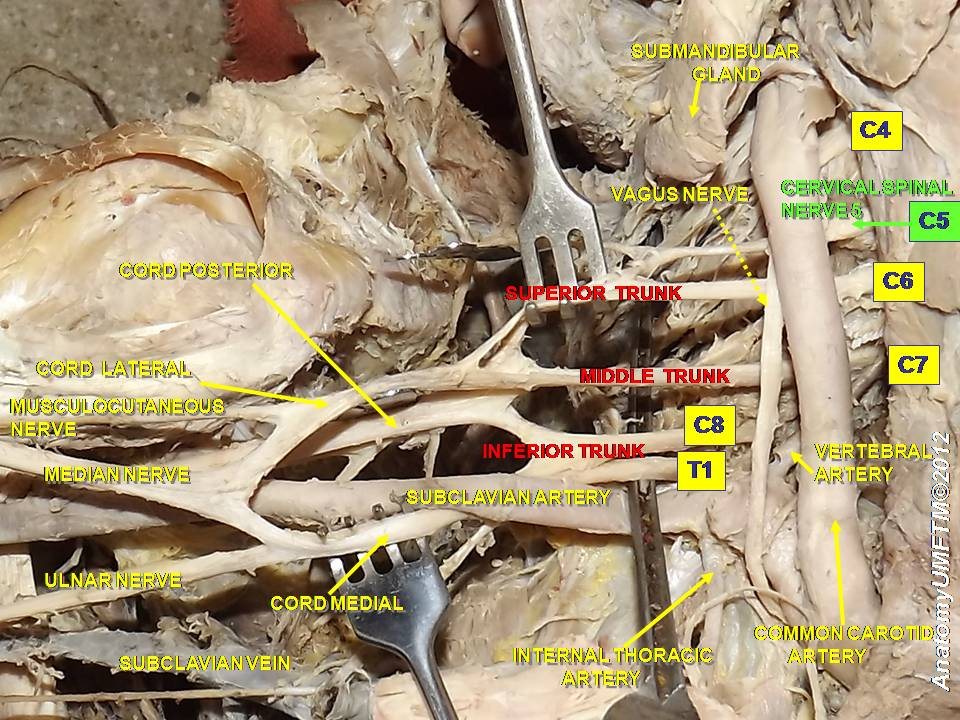
Cervical spinal nerve 5